# Villagatón
Villagatón è un comune spagnolo di 777 abitanti situato nella comunità autonoma di Castiglia e León.